# Cehu Silvaniei
Cehu Silvaniei (en húngaro: Szilágycseh) es una ciudad de Rumania en el distrito de Sălaj.

## Historia
La primera mención escrita de la ciudad data de 1319 con el nombre de Cheevar. En 1405, la ciudad fue mencionada bajo el nombre de Chehy. El nombre húngaro de la ciudad se refiere a un puesto de origen checo.
La ciudad fue hasta 1918 parte del Reino de Hungría y específicamente del Principado de Transilvania. En 1529, el voivod István Báthory otorgó a la ciudad el derecho a gobernarse a sí misma.
Después de la disolución del principado de Transilvania en 1867 y su integración directa en el Imperio Austrohúngaro como parte de Hungría (ver Compromiso Austro-Húngaro de 1867), la ciudad está unida al Condado de Szilágy en 1876. En 1918, durante el desintegración del imperio al final de la Primera Guerra Mundial, la ciudad se convirtió en parte del Reino de Rumania.
De 1940 a 1944 fue anexada por Hungría como resultado del Segundo arbitraje de Viena. En mayo de 1944, su comunidad judía fue exterminada por los nazis durante varias deportaciones a Auschwitz.
Al final de la Segunda Guerra Mundial, la ciudad fue incorporada por Rumania nuevamente.
La ciudad ha sido durante mucho tiempo un centro agrícola. En 1968, durante la reorganización administrativa del país, adquirió el estatus de ciudad y luego tuvo lugar la industrialización (textiles, muebles).

## Geografía
Se encuentra a una altitud de 220 m s. n. m. a 568 km de la capital, Bucarest.

## Demografía
Según estimación 2012 contaba con una población de 8 395 habitantes.
| 1948 | 1956 | 1966 | 1977  | 1992  | 2002  | 2012  |
| s/d  | s/d  | s/d  | 8 302 | 8 954 | 8 008 | 8 395 |